# Факел Бирмингема
Факел Бирмингема (Бирмингем город в штате Алабама) — международная награда, которую в 1990-х годах получили тысячи российских предприятий. Согласно статье Валерия Павлова, опубликованной в журнале «Коммерсант-Деньги», премия вручалась всем предприятиям с формулировкой «За выживание в сложных экономических условиях», так как гордиться в то время было нечем.
По некоторым данным организаторы брали за вручение премии около 10 тысяч долларов. Одним из первых получателей этой липовой награды стал Виктор Черномырдин. Правда, организаторы использовали этот факт для рекламы и с Черномырдина денег не взяли.